# Protaphorura pulvinata
Protaphorura pulvinata is een springstaartensoort uit de familie van de Onychiuridae. De wetenschappelijke naam van de soort is voor het eerst geldig gepubliceerd in 1954 door Gisin.